# Heckler & Koch
A Heckler & Koch GmbH (H&K; pronúncia em alemão: [ˌhɛklɐ ʔʊnt ˈkɔx]) é uma companhia alemã de defesa especializada na produção de armas de fogo. A empresa está localizada em Oberndorf am Neckar, no estado alemão de Baden-Württemberg, e também possui subsidiárias no Reino Unido, França e Estados Unidos.
Seus produtos incluem as submetralhadoras MP5 e UMP, os fuzis de batalha G3 e HK417, os fuzis de assalto HK33, G36 e HK416, as metralhadoras de uso geral HK21 e MG5, a arma de defesa pessoal MP7, a série de pistolas USP e o fuzil de precisão PSG1. Todas as armas de fogo da HK são nomeadas por um prefixo e pela designação oficial, com sufixos usados para as variantes.

## Composição
O Grupo Heckler & Koch compreende a Heckler & Koch GmbH, a Heckler & Koch Defense, NSAF Ltd. e a Heckler & Koch France SAS. O lema da empresa é "Keine Kompromisse!" (Sem compromissos!). A HK fornece armas de fogo para muitas unidades militares e paramilitares, incluindo SAS, KMar, SEALs da Marinha dos EUA, Delta Force, HRT, Joint Task Force 2 do Canadá, KSK e GSG 9 alemãs e muitas outras equipes de resgate antiterrorista e de reféns.

## Produtos
A HK tem um histórico de inovação em armas de fogo, como o uso de polímeros em projetos de armas e o uso de um trilho integral para lanternas de pistola. A HK também desenvolveu rifles de Estriamento poligonal modernos, conhecidos por sua alta precisão, aumento da velocidade do projétil e da vida útil do cano. Nem todos os seus projetos tecnologicamente ambiciosos se tornaram produtos comercialmente bem-sucedidos (por exemplo, o fuzil militar G11 avançado, mas agora abandonado, que disparava munição sem estojo de alta velocidade). Em sua ampla gama de produtos, a HK utilizou os seguintes sistemas operacionais para armas pequenas: operação de blowback, ação de recuo curto, blowback com atraso por roldana, blowback com atraso por gás e também recarga à gás (via pistão de curso curto).

## História
A H&K foi fundada pelos engenheiros Edmund Heckler, Theodor Koch, e Alex Seidel em 1949 remanescentes da companhia Mauser; a companhia foi registrada em 1950. Inicialmente, a empresa fabricava ferramentas para máquinas, peças para máquina de costura, bitolas e outras peças de precisão, mas isso mudou em 1956 quando a empresa propôs o G3 rifle automático para o Bundeswehr (Exército Federal Alemão). Desde então, a H&K desenvolve e fabrica mais de cem diferentes tipos de armas de fogo e dispositivos para organizações militares do mundo todo. Em 1991, na sequência do cancelamento dos rifles G41 e G11, a H&K foi comprada pela British Aerospace. Sua maior contribuição para os armamentos, desde então, foi a modificação da série de rifles SA80 para o Exército Britânico, resolvendo vários problemas de confiabilidade, e desenvolvimento do leve e reforçado com fibra de carbono fuzil de assalto G36 padrão do Bundeswehr e numerosas outras organizações militares e forças policiais. Em 2002 a renomeada BAE Systems revendeu a H&K para o grupo alemão (H&K Beteiligungs-GmbH) que foi criado para o propósito desta aquisição.
A H&K foi contratada pelo Exército americano para produzir o subsistema energia cinética (veja: kinetic projectiles ou kinetic energy penetrator) do Objective Individual Combat Weapon, uma substituição planejada para o M16/M203 lançador de granada. O OICW foi desenvolvido para disparar o calibre 5.56x45mm NATO e granadas de 25 mm. O componente de energia cinética foi também desenvolvido separadamente para o XM8, embora agora o OICW e o XM8 estejam indefinidamente suspensos.
A H&K está também contratada para renovar a gama de armas SA80 para o Exército britânico, principalmente porque quando na época do contrato a H&K era parte da BAE Systems.
Recentemente, a H&K desenvolveu uma versão modificada do M4, chamado de HK416. a H&K substituiu o sistema de impacto direto usado por Stoner desenvolvido originalmente no M16. Nesta data,não há indicação que o rifle vai ser adotado pelas Forças Armadas dos Estados Unidos. Entretanto, a força de elite Delta Force e outras Unidades de Operações Especiais colocaram o HK416 em combate,  e o Senador Tom Coburn de Oklahoma conclamou uma "uma competição livre a aberta" para determinar se o exército deve comprar o HK416 ou continuar a comprar mais M4s.